# Queyras

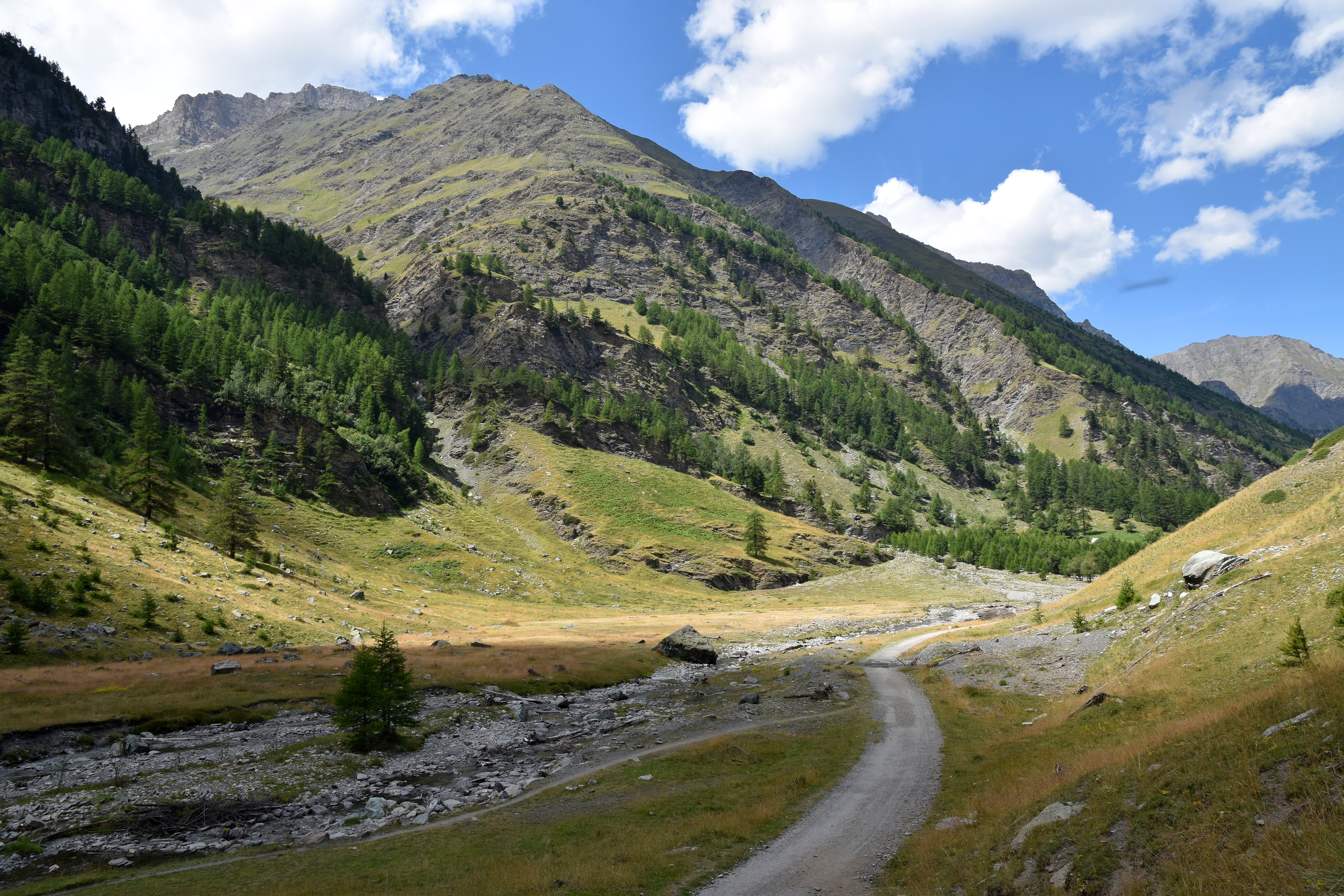
Dolina Guil, Alpy Wysokie, Francja (Queyras)

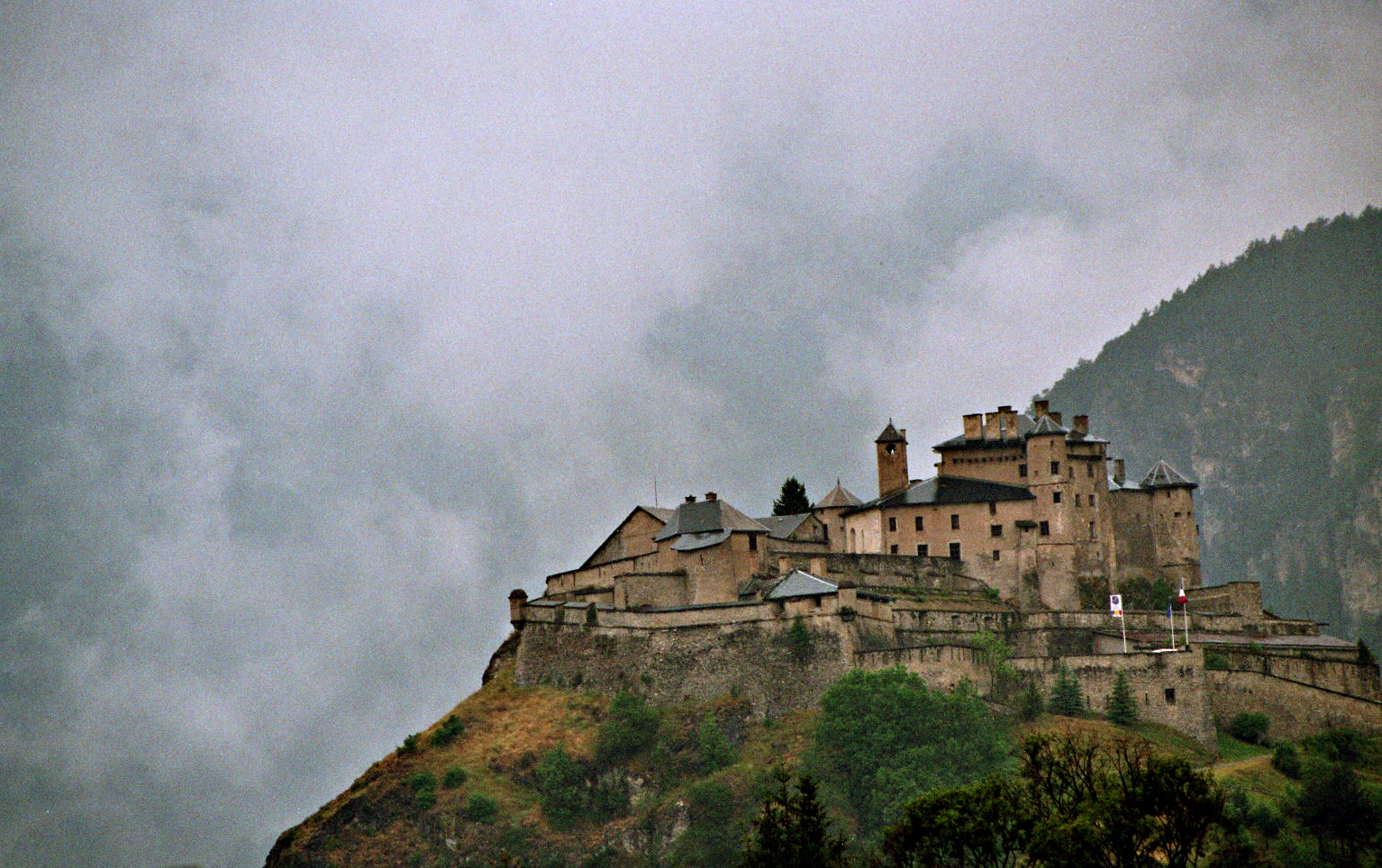
Château-Queyras (Château-Ville-Vieille)

Queyras – region geograficzny oraz historyczno-kulturowy w Alpach kotyjskich, we francuskim departamencie Alp Wysokich, w regionie Prowansji-Alp-Lazurowego Wybrzeża, w górnym biegu Guil.

## Położenie[1]
Queyras składa się z doliny Guil, powyżej Guillestre i wąwozu Combe du Queyras. W Queyras znajdują się gminy Arvieux, Abriès, Aiguilles, Château-Ville-Vieille (składające się z wiosek Château-Queyras i Ville -Vieille), Molines-en-Queyras, Ristolas i Saint-Véran. Ponadto, w przeciwieństwie do logiki geograficznej i historycznej, dzisiaj gmina Ceillac też jest liczona jako Queyras, która leży powyżej Guillestre, ale nie nad wąwozem Combe du Queyras.
Combe du Queyras znajduje się pomiędzy Guillestre i Château-Queyras, to wąski i malowniczy wąwóz, przez który przebiega dziś droga D902. Jedynymi połączeniami drogowymi z Queyras są drogi przechodzące przez przełęcz Col d’Izoard do miasta Briançon i przez przełęcz Col Agnel, w dolinie Valle Varaita.
Queyras leży na zachód od głównego grzbietu alpejskiego (co pokrywa się z granicą włoską) i na wschód od górnego biegu Durance, na którym od strony zachodniej znajduje się ponad 4000 metrów wysoki stok górski Barre des Écrins. Mniejsze pasma górskie na północy i południu Queyras również osiągają ponad 3000 metrów wysokości.

## Park Regionalny Queyras
Park Regionalny Queyras zajmuje obszar 65 000 hektarów. Na wzgórzu Château Queyras znajduje się Saint-Véran. W Parku Regionalnym  Queyras występują lasy, wąwozy, jeziora górskie, zegary słoneczne, fontanny, kapliczki i przydrożne krzyże.
Najwyższą, najbardziej imponującą i znaną górą w całym regionie jest Monte Viso (3841 metrów; 12,592 stóp), której szczyt leży już we Włoszech.

## Zabytki

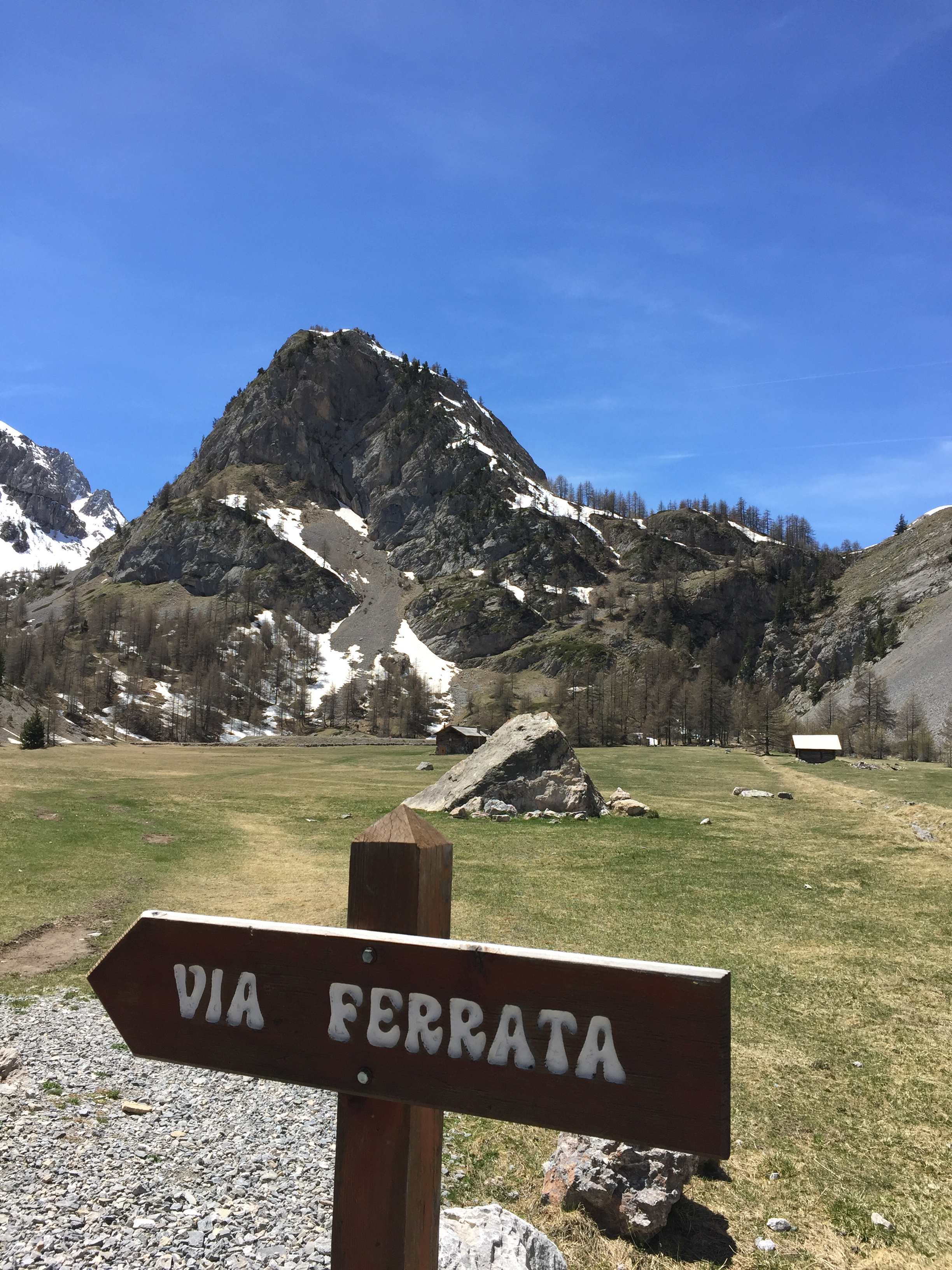
Szlak turystyczny Pra Premier

Turystyka w Queyras rozpoczęła się późno w porównaniu do innych regionów Alp francuskich. Wynikało to z peryferyjnej sytuacji i oporu lokalnej ludności wobec dużych projektów turystycznych. Najbardziej rozwinięta jest turystyka piesza. Queyras jest częścią sieci szlaków dalekobieżnych.
- Powstałe szlaki turystyczne Via ferrata o charakterze wspinaczkowym:
  - Pra Premier, w mieście Arvieux,
  - Crêtes de Combe la Roche (Arvieux),
  - Fort Queyras, w mieście Chateau Ville-Vieille,
  - Rochers de Clapière, w mieście Ceillac.